# 2020 au Pérou
Cet article présente les faits marquants de l'année 2020 au Pérou.

## Évènements
- 26 janvier : élections législatives.
- 16 mars : l'état d'urgence sanitaire et le confinement national sont déclarés à cause de la pandémie de Covid-19.
- 21 mars : démission de la ministre de la santé Elizabeth Hinostroza[1].
- 24 avril : démission surprise du ministre de l'intérieur, Carlos Moran, critiqué à cause du fort nombre de policiers péruviens atteints par le covid-19[1].
- 9 novembre : le président de la République du Pérou Martín Vizcarra est destitué par le parlement.
- 10 novembre : Manuel Merino devient président de la République du Pérou, le troisième depuis 2016[2].
- 17 novembre : Francisco Sagasti devient président de la République après la démission de Manuel Merino.